# Starchiojd
Starchiojd là một xã thuộc hạt Prahova, România. Dân số thời điểm năm 2002 là 6701 người.